# Leunen
Leunen (Limburgs: Luuëne) is een dorp in de gemeente Venray, in de Nederlandse provincie Limburg. Het dorp telde op 1 januari 2023 2.250 inwoners, verspreid over een oppervlakte van 1003 ha en is hiermee het op een na grootste kerkdorp van Venray qua inwoners.
Het dorp Leunen ligt ten zuiden van Venray waar bossen, weidevelden en akkers elkaar afwisselen.

## Etymologie
Mogelijk is Leunen afkomstig van het woord "Loenen", wat "een mooie stille plaats aan het water" betekent. In de loop der eeuwen is dit verbasterd tot "Luenen" en is uiteindelijk Leunen geworden. Ook de straatnamen hebben in Leunen hun herkomst, en ontlenen deze aan betekenis van buurtschappen en boerderijen, of in enkele gevallen aan markante personen of heiligen.

## Geschiedenis
De geschiedenis van Leunen gaat terug tot omstreeks 1400: In 1433 werd er een kapel gebouwd. Pas in de loop van de 19e eeuw groeide Leunen uit tot een lintdorp en na de Tweede Wereldoorlog werd aan de westzijde een woonwijk gebouwd. Leunen ligt overigens maar enkele honderden meter ten zuiden van Venray.

## Bezienswaardigheden
- De Sint-Catharinakerk, met een koor uit 1477.
- De Anna-, Maria en Antonius-Abtkapel
- De Mariakapel
- De Heilig-Hartkapel
- De Antonius Abt en Barbarakapel
- Boerderij Engesteeg 6, reeds bekend in de 18e eeuw.
- Melkfabriek Leunen, met gerestaureerde schoorsteen

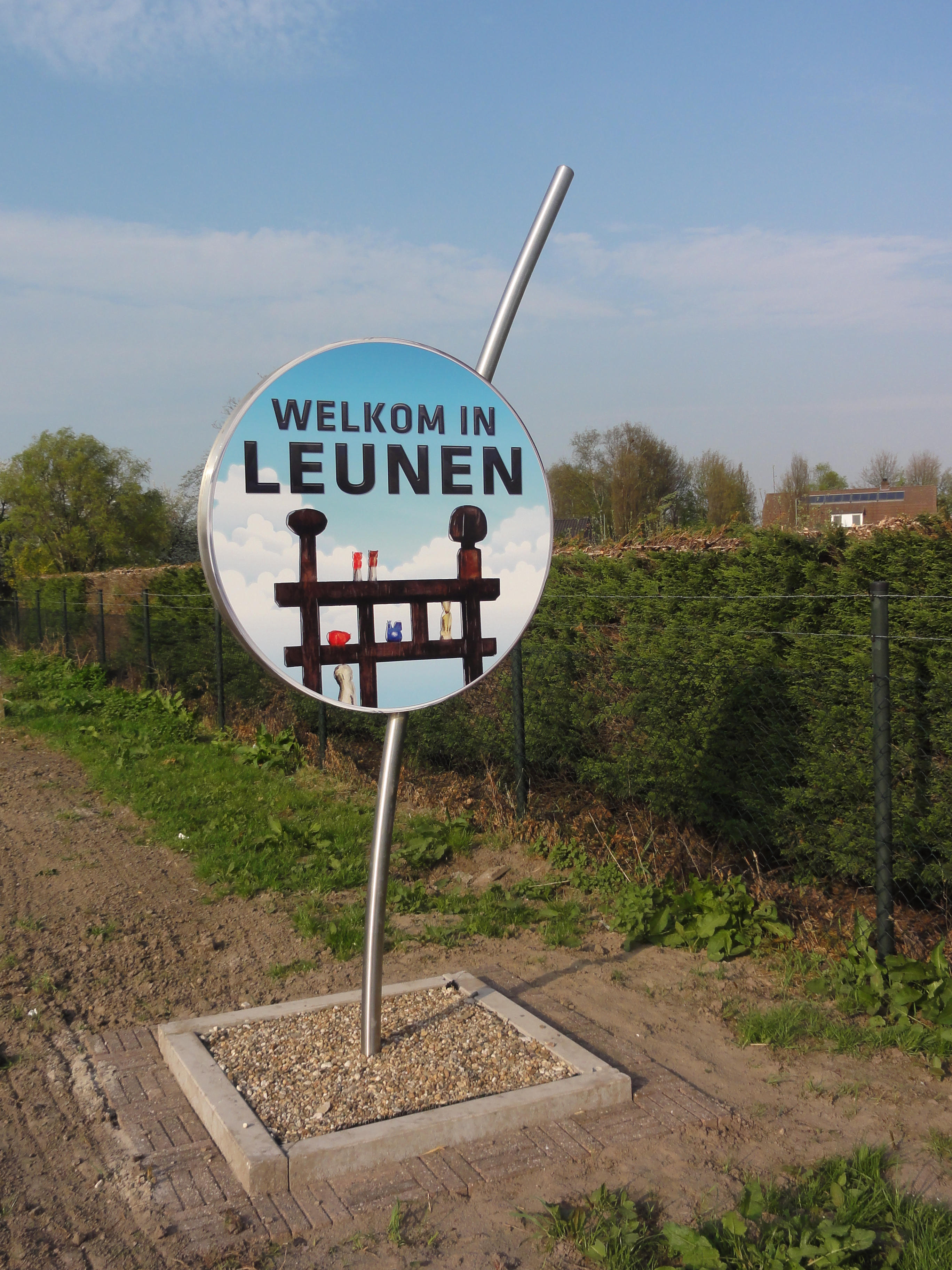
Sculptuur Welkom in Leunen
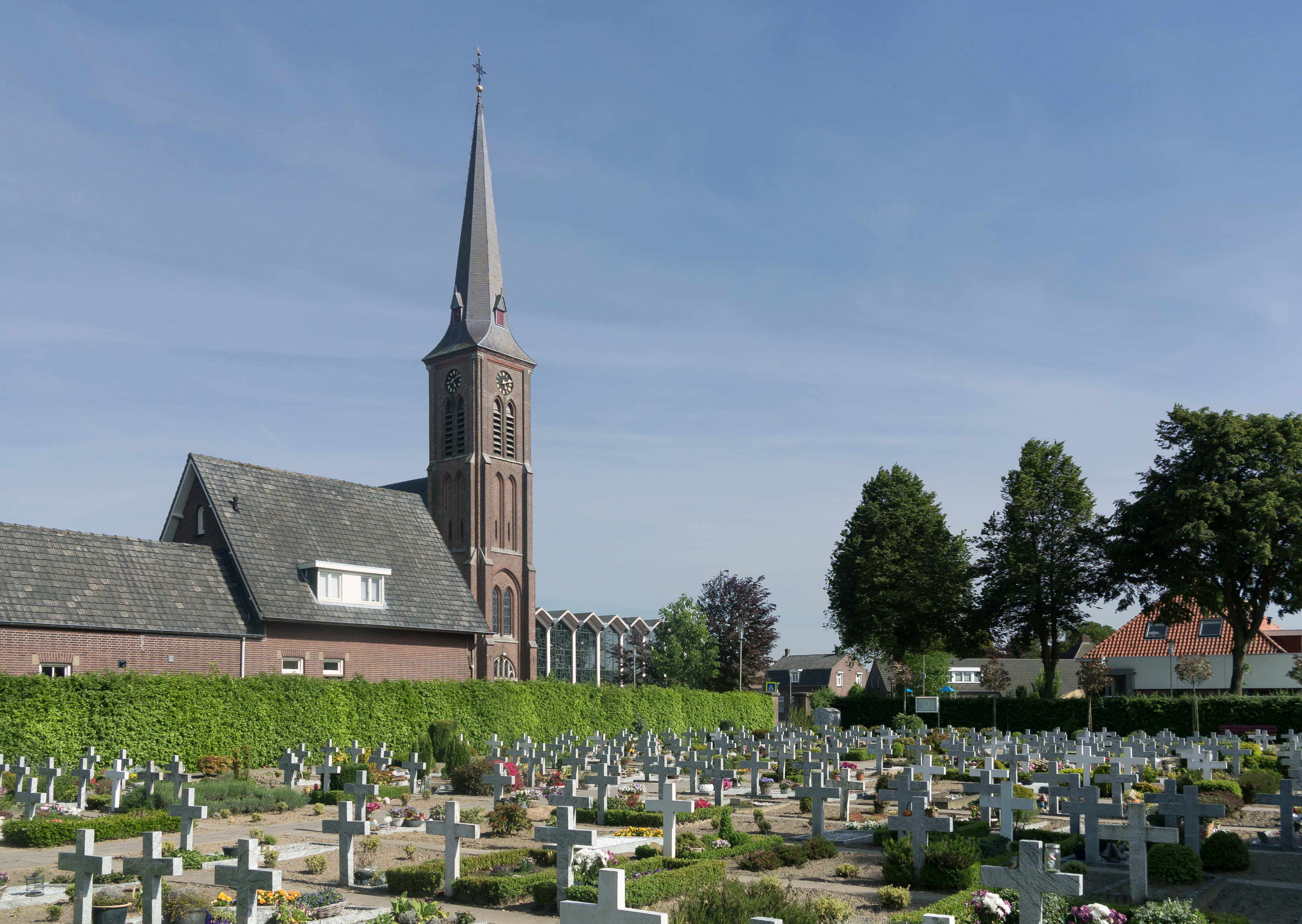
Sint-Catharinakerk
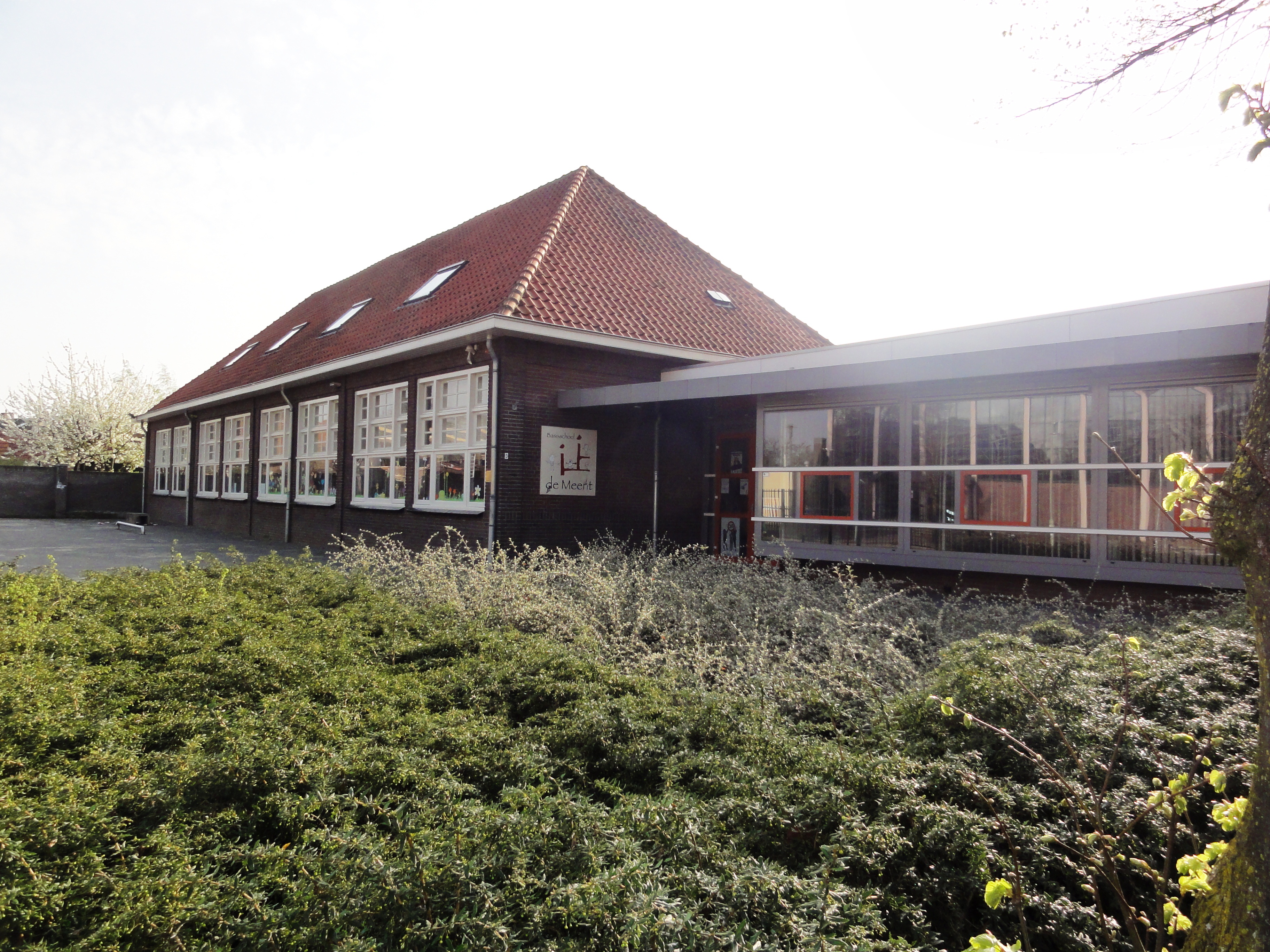
Basisschool de Meent
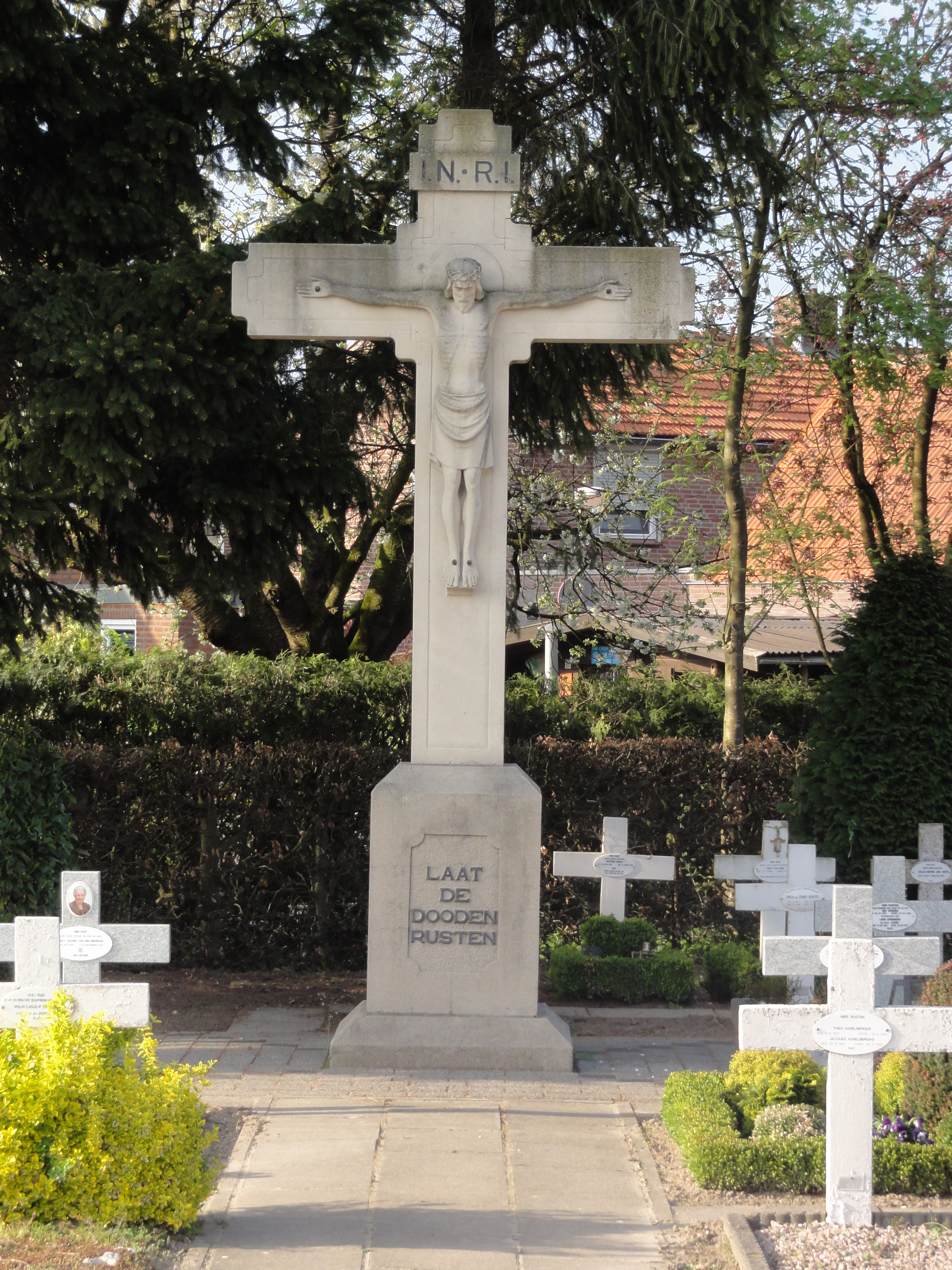
Stenen kruisbeeld op kerkhof
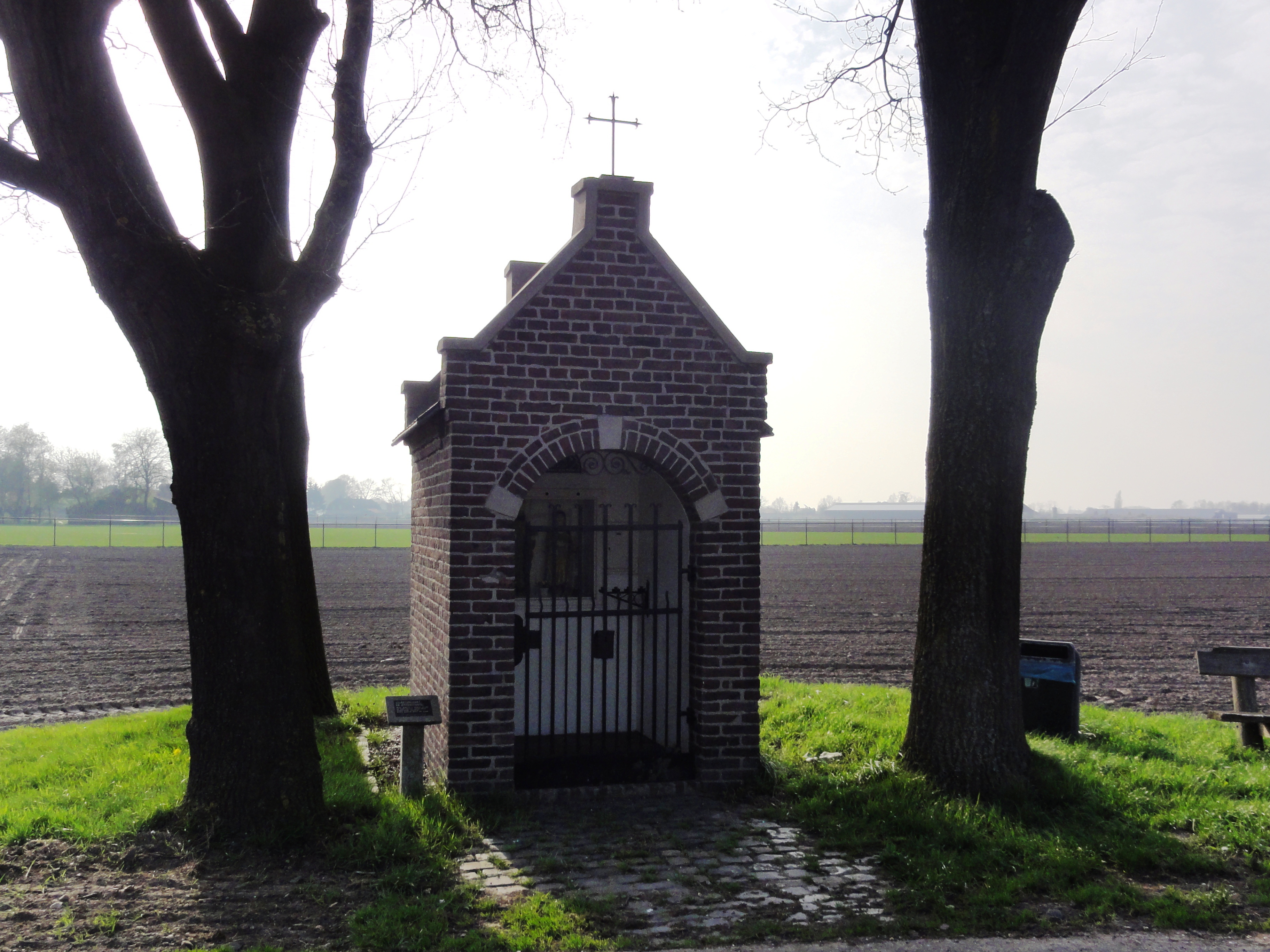
Wegkapel HH. Antonius abt- en Barbarakapel bij Oosterbroek
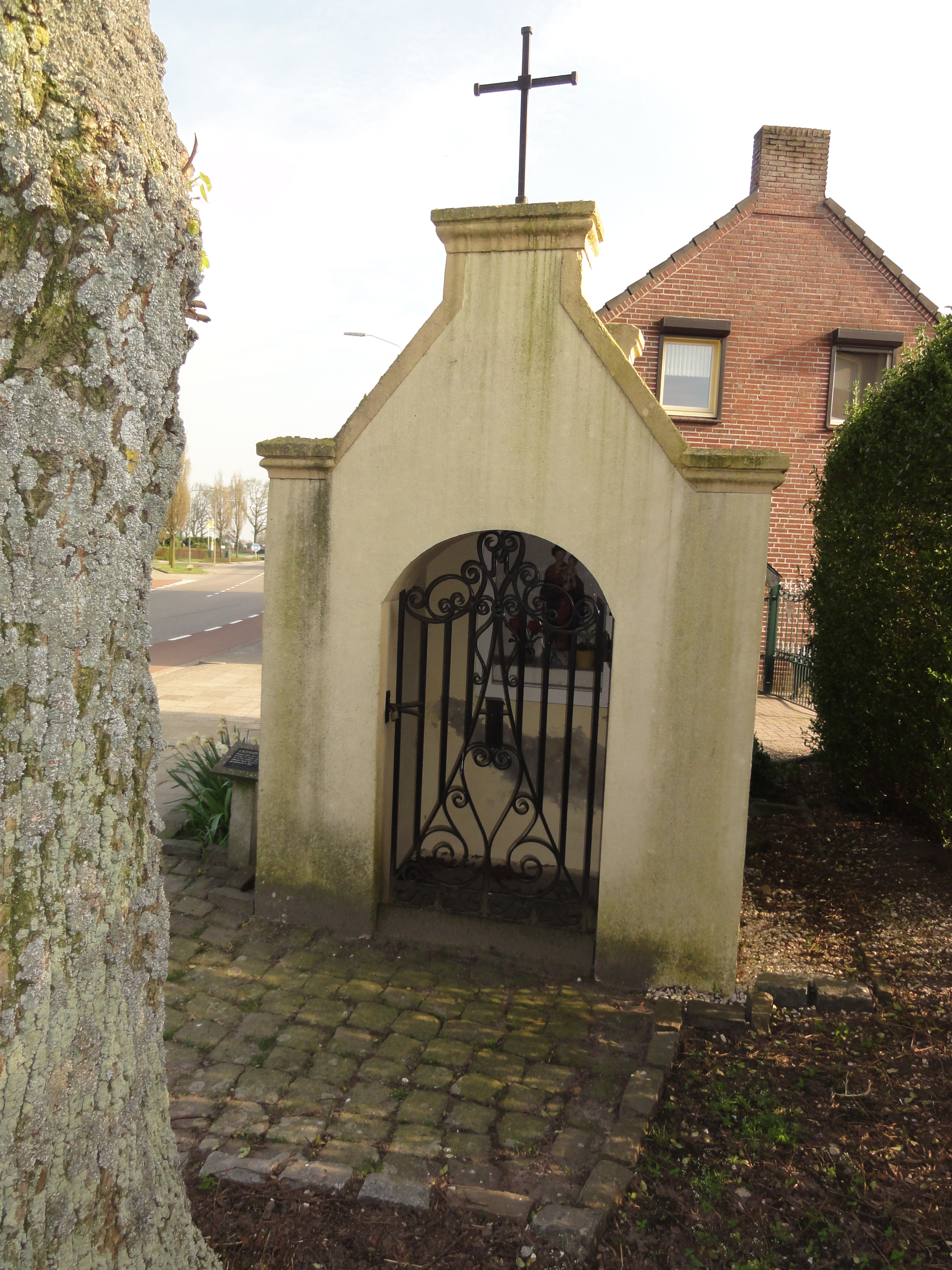
Wegkapelletje Mariakapel
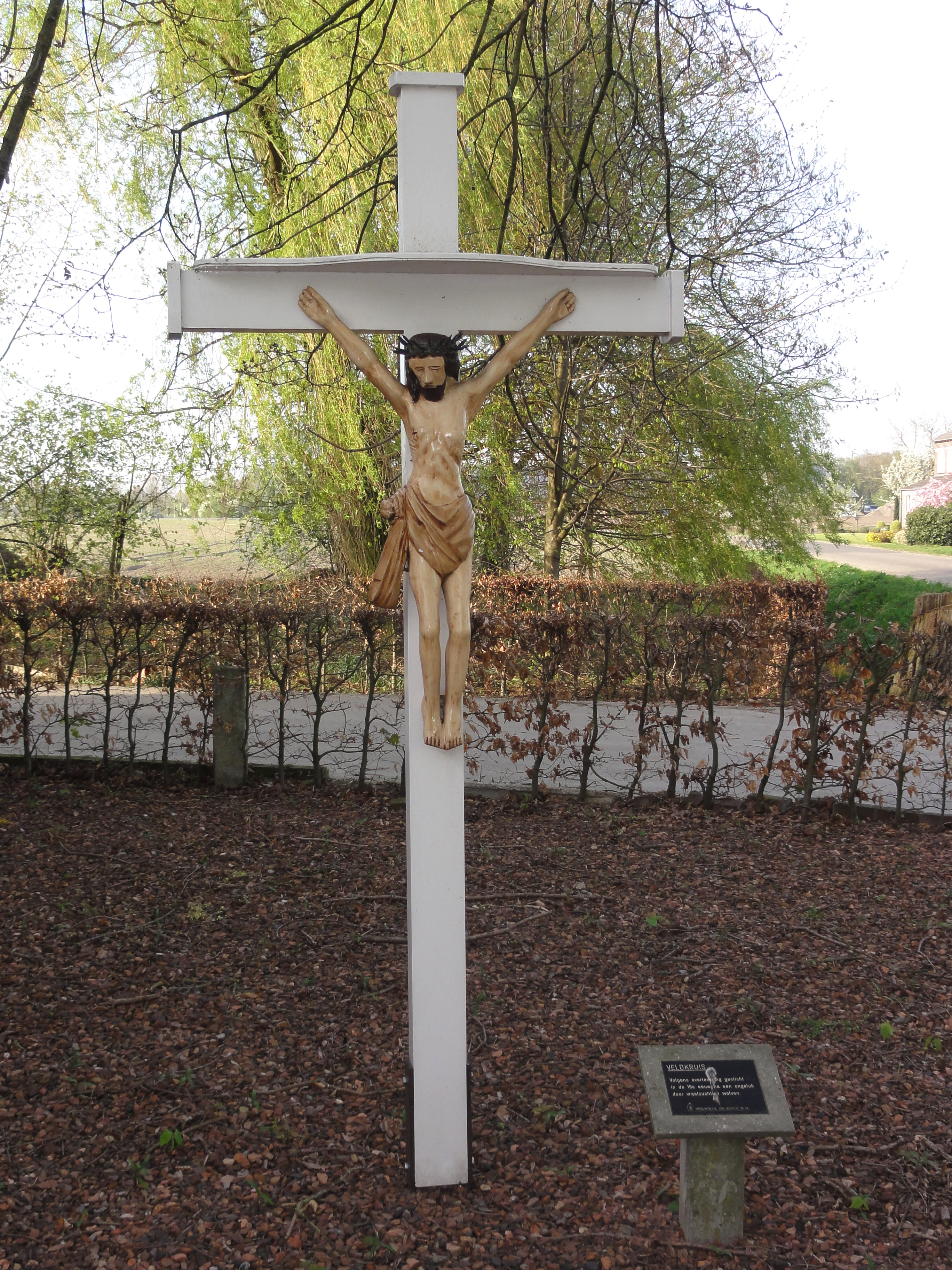
Wegkruis (veldkruis) bij Engesteeg 2
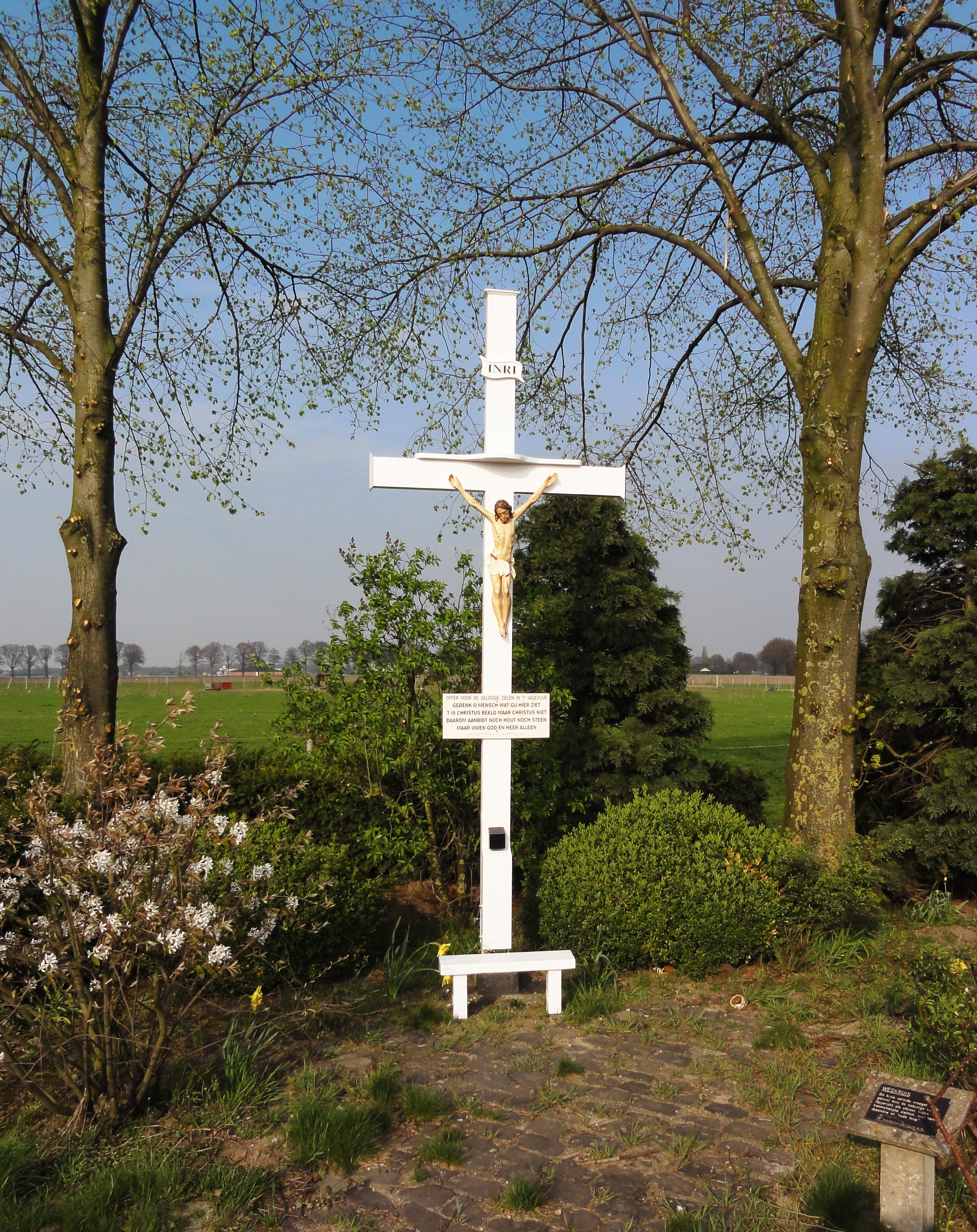
Wegkruis bij Oosterbroek
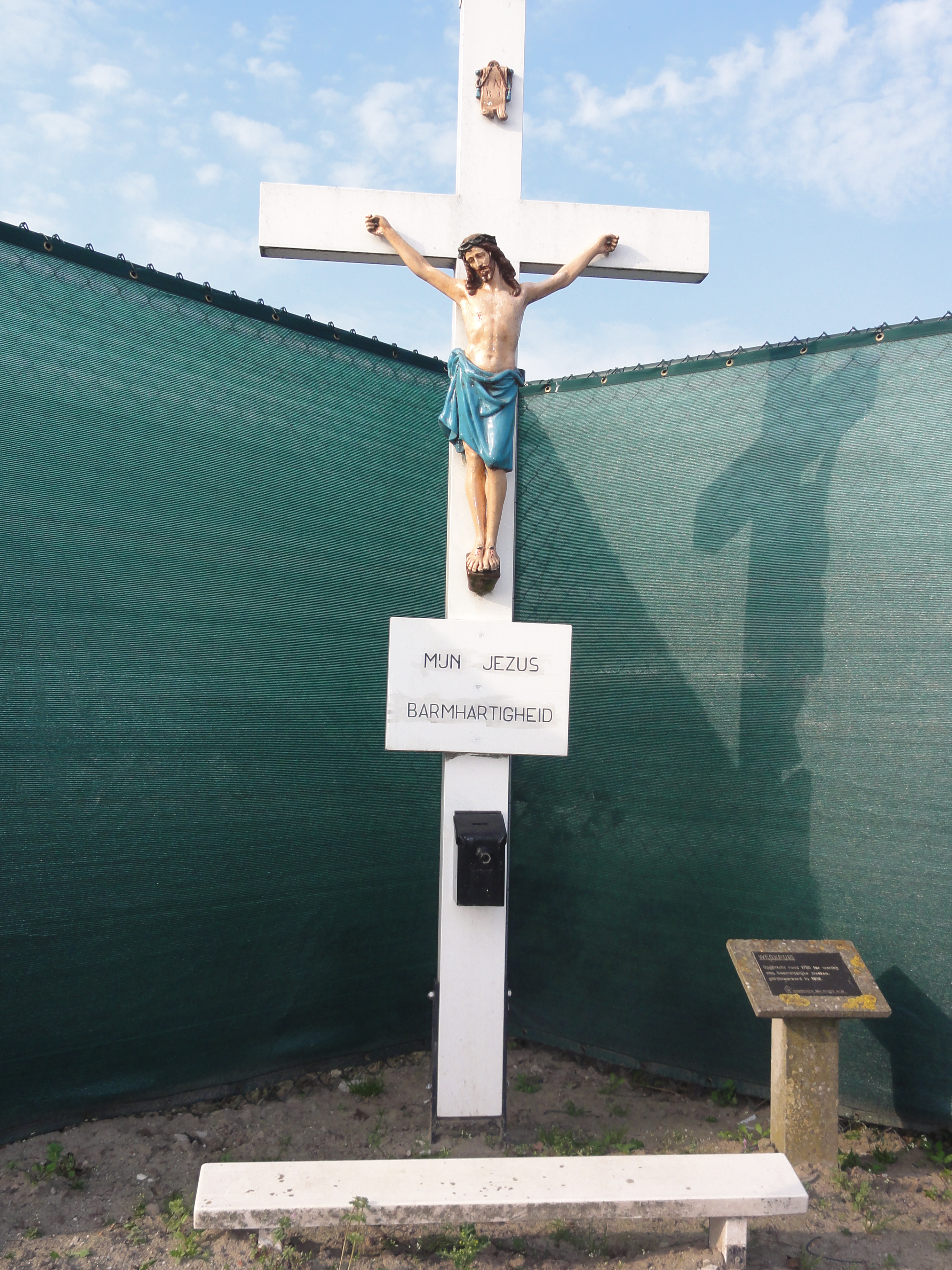
Wegkruis dicht bij centrum Leunen

## Natuur en landschap
Leunen is gelegen op hoger gelegen zandgronden. De hoogte bedraagt ongeveer 26 meter. Ten oosten en zuiden van Leunen ligt het dal van de Oostrumse Beek met, in het oosten, het natuurgebied Leunse Paes, bestaande uit broekbossen en dergelijke.

## Verenigingsleven
Leunen kent gezien de omvang een rijk verenigingsleven. Enkele voorbeelden hiervan zijn voetbalclub SV Leunen, Harmonie St. Catharina, scouting Don Bosco en carnavalsvereniging 't Knölleke.

## Geboren
- Wim Jacobs (1964), voetballer
- Freek Thoone (1985), voetballer
- Lucie Houwen (1990), rolstoelbasketbalster
- Kiki Scholten (2007), voetbalster

## Nabijgelegen kernen
Heide, Venray, Veulen, Oirlo, Castenray